# 9 Brygada Pancerna (Bundeswehra)
9 Szkolna Brygada Pancerna (niem. Panzerlehrbrigade 9) – szkolny pancerny związek taktyczny Bundeswehry.

## Struktura organizacyjna
| Organizacja PzLehrBrig 9 w 1989 | Organizacja PzLehrBrig 9 w 1989            | Organizacja PzLehrBrig 9 w 1989 |
| Godło                           | Pododdział                                 | Miejsce stacjonowania           |
| ------------------------------- | ------------------------------------------ | ------------------------------- |
|                                 | dowództwo brygady                          | Munster (Örtze)                 |
|                                 | 91 szkolny batalion pancerny               | Munster (Örtze)                 |
|                                 | 92 szkolny batalion grenadierów pancernych | Munster (Örtze)                 |
|                                 | 93 szkolny batalion pancerny               | Munster (Örtze)                 |
|                                 | 94 szkolny batalion pancerny               | Munster (Örtze)                 |
|                                 | 95 szkolny batalion artylerii              | Munster (Örtze)                 |